# 팽나무
팽나무(학명: Celtis sinensis 켈티스 시넨시스[*])는 느릅나무과의 갈잎큰키나무이다. 한국·중국 등 동아시아가 원산이다. 중국, 일본, 한국의 온대 남부 이남에서 자라며, 산기슭이나 골짜기에서 자란다.
이름은 작은 대나무 대롱과 대나무 꼬챙이에 팽나무 열매를 넣어 쏘는 팽총에서 나는 소리가 “팽~”하고 난다고 해서 팽나무가 되었다는 설이 있다. 은행나무와 느티나무에는 못 미치지만 버금가게 오래 살고 크게 자라서 정자나무로 많이 심었다. 키는 20미터까지 자라며 다 자란 나무의 지름은 1미터 가량이지만 오래된 나무는 20미터를 훌쩍 넘고, 그 둘레가 3미터에 이르기도 한다. 줄기가 잘 갈라져 뻗어나가며, 수관(樹冠)은 옆으로 퍼져나간다. 잎은 여러 종의 나비의 주식원이 되고 나무는 산란 장소가 되며 고목에서는 팽이버섯이 자란다. 새순과 열매는 식용으로 쓰이며, 잔가지는 약재로 쓰이고 목재는 단단하고 잘 갈라지지 않아서 가구와 집을 짓는 데 쓰이는 등 여러 쓰임새를 지니고 있다. 유사한 종으로는 푸조나무와 풍게나무가 있다.

## 이름
초여름에 작은 대나무 대롱의 아래와 위에 초록색 팽나무 열매를 한 알씩 밀어 넣고 위에 대나무 꼬챙이를 꽂아 탁 치면 아래쪽의 팽나무 열매가 멀리 날아가게 된다. 이것을 팽총이라고 했는데, 이때 “팽~”하고 날아가는 소리가 난다고 해서 팽나무가 되었다고 하는 설이 있다. 지역에 따라 포구나무, 평나무, 달주나무, 게팽, 매태나무, 자단수, 청단, 박자수, 목수과자, 편나무 등 다르게 부른다. 이 중 포구나무라는 이름은 팽나무가 곰솔과 더불어 소금물에 잘 버텨서 포구(浦口) 근처에서 흔히 자라기에 경상도에서 이와 같이 불린다. 속명 Celtis는 ‘단맛이 있는 열매가 달리는 나무’의 고대 라틴어 이름에서 유래했다고 한다.

## 분포
아시아 온대 지역이 자생지이다. 중화인민공화국에서는 안후이성, 푸젠성, 간쑤성, 광둥성, 광시 좡족 자치구, 구이저우성, 허난성, 장쑤성, 장시성, 산둥성, 쓰촨성, 저장성에 분포하며, 일본에서는 혼슈, 규슈, 시코쿠에 분포하는데, 혼슈에서는 아오모리현(혼슈 최 북단의 현)까지 분포하나, 니가타현이나 후쿠시마현에서 남쪽으로 갈수록 많이 분포한다. 타이완과 한반도에도 분포하며, 한국에서는 제주도에서 함경북도에 이르기까지 두루 분포하지만 경상도와 전라도에 특히 많다. 이 밖에, 남아프리카, 오스트레일리아의 퀸즐랜드주, 뉴질랜드, 미국의 워싱턴・컬럼비아 특별구, 캘리포니아에 귀화하여 분포한다.

## 형태

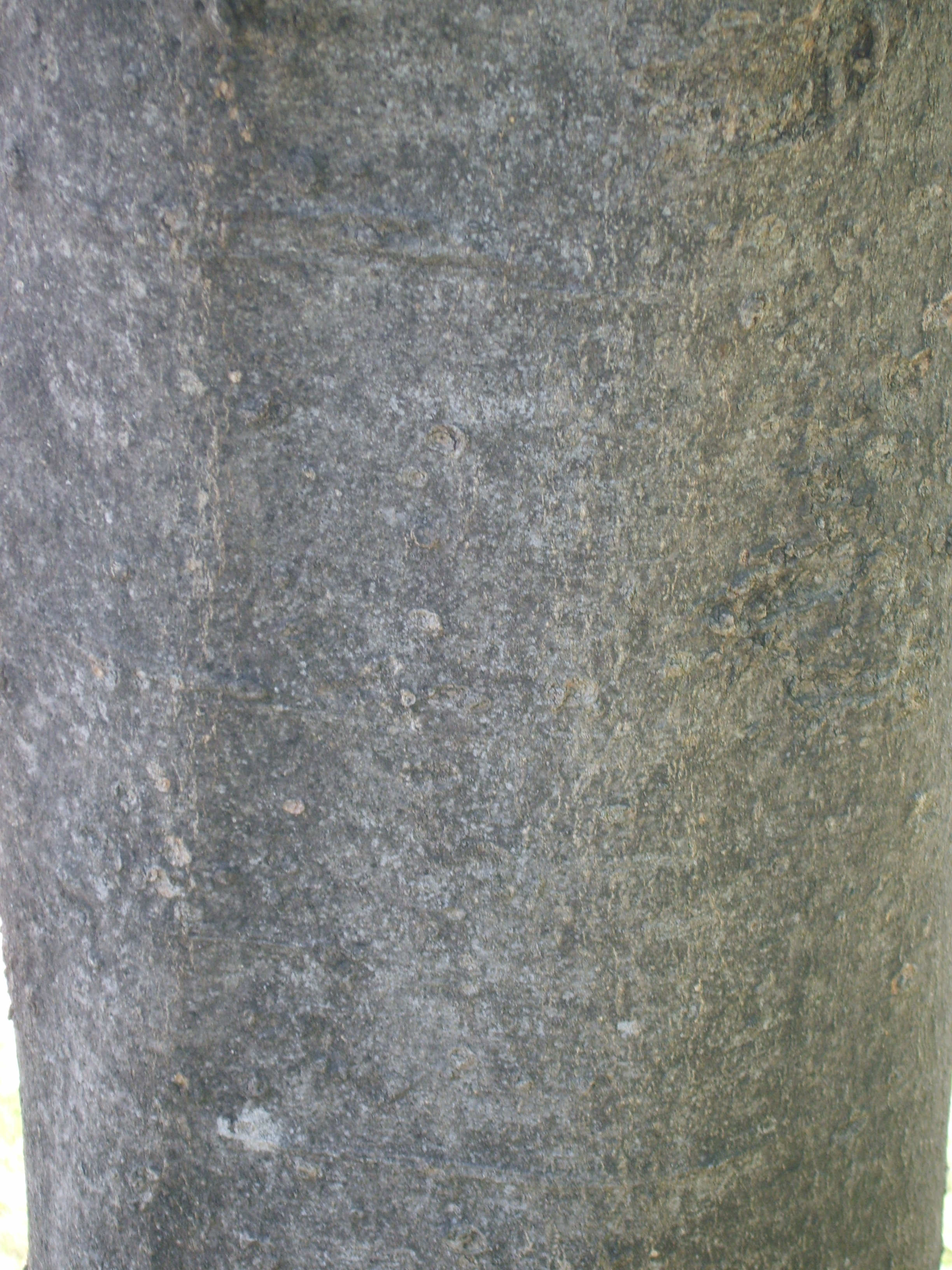
팽나무 줄기

### 줄기 및 가지
나무껍질은 회색이거나 흑회색이며 갈라지지 않고, 작은 껍질눈이 많다. 이끼가 많이 끼고 오래 될수록 울퉁불퉁해진다. 어린 가지에 잔털이 빽빽하게 난다. 겨울에 잎이 지고 난 뒤 엽흔(잎자루가 떨어져 나간 자리)은 두드러지고 삼각형에서 반원형이며 세 개의 관속흔(잎과 줄기가 연결되었던 관다발이 잎 떨어진 뒤에 남은 자리)이 있다. 곁눈은 줄기의 양쪽으로 어긋나며 넓은 달걀 모양이고 끝이 뾰족하다.

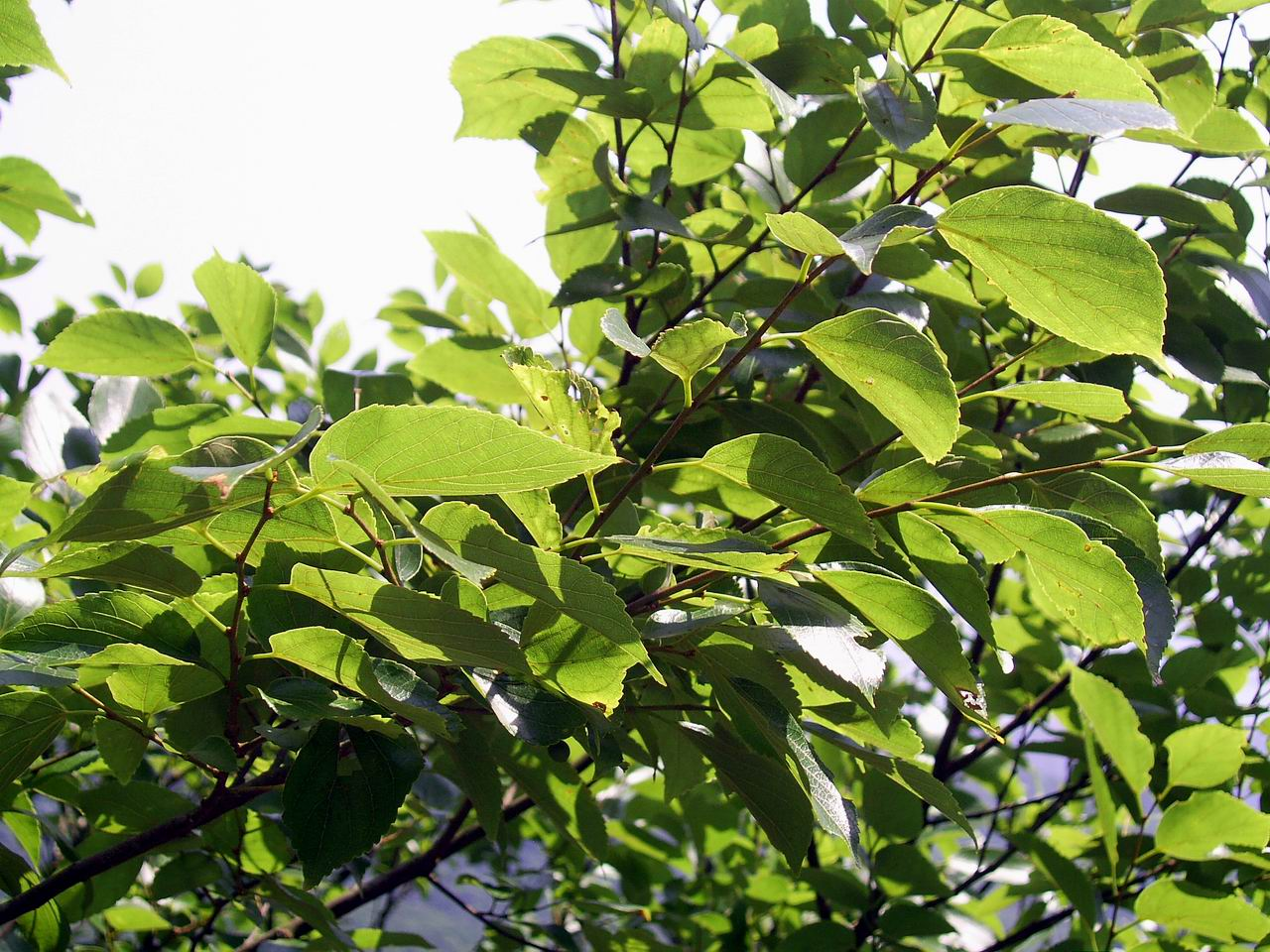
팽나무 잎

### 잎
잎은 어긋나고 끝이 뾰족한 달걀 모양이며 폭 3~6센티미터, 길이 4~11센티미터이다. 넓은 난형에서 넓은 타원형의 모습을 띤다. 앞 뒷면이 거칠고 측맥은 3~4쌍이고 잎의 윗부분에 잔톱니가 있다. 잎자루는 길이 2~12밀리미터쯤 되는데 털이 나며 넓은 쐐기모양이다. 잎맥은 크게 세 줄기로 뻗어나가는데, 측면의 잎맥은 톱니에는 도달하지 않는다. 앞면은 녹색이고 뒷면은 흰빛을 띤 연한 녹색이고 잎줄에 털이 있다.

### 꽃과 열매

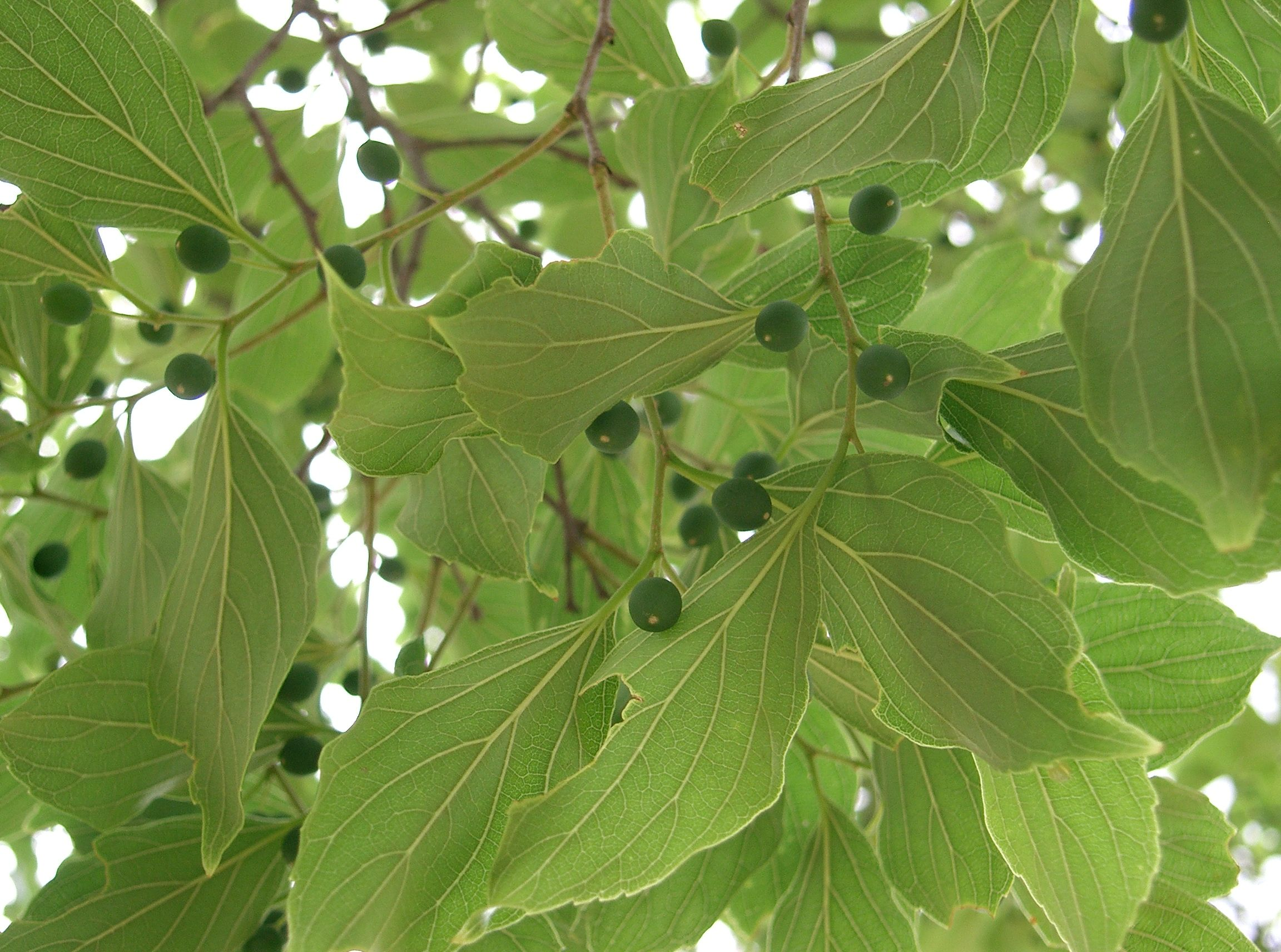
팽나무 열매

꽃은 잡성화(양성화와 단성화가 한 그루에 열리는 꽃)로 4~5월에 꽃잎 없이 연노란색 꽃을 피운다. 수꽃은 새 가지의 겨드랑이 아래에서 취산꽃차례로 열리며 수술은 4개이다. 암꽃은 새 가지 윗 부분의 잎 겨드랑이에 1~3개씩 달리며 암술은 하나이고 암술대는 둘로 갈라져 뒤로 젖혀진다.

열매는 핵과로 콩알만한 크기(지름 7~8밀리미터)의 열매가 초록색으로 열렸다가 10월 경 붉은색이 강한 노란색으로 익는다. 과육은 달아서 먹을 수 있으며, 곶감과 비슷한 맛이 난다. 열매자루는 길이 6~15밀리미터쯤 되며 잔털이 있다. 종자 번식은 가을에 수확한 종자를 모래와 섞어 땅 속에 저장한 후 이듬해 봄에 파종한다.

## 습성
햇빛과 그늘 어디서든 잘 자란다. 성장이 빠르며 뿌리가 강건해 강풍이나 태풍, 해풍에 강하다. 공해, 추위, 소금기에도 강해 내륙과 해안 어디서든 잘 자란다. 하지만 평탄하고 토심이 깊은 곳을 좋아하여 비탈진 산지에서는 잘 자라지 않는다. 싹도 잘 틔우며 옮겨 심기도 잘 된다. 꺽꽂이, 접붙이기로도 키울 수 있으며 꺽꽂이는 이른 3월, 이전 해에 난 가지를 꺾어 실시한다.

### 병원균
대한민국의 팽나무에서 발견되는 병원균은 네 가지가 기록되어 있다. 첫째로, 여러 활엽수의 고사목이나 상처에서 흔히 나타나는 갈색구름버섯에 의해 줄기심재썩음병이 나타난다. 둘째로, 가지마름병이 발생했다는 기록이 있으나, 1940년 발간된《선만실용임업편람》(鮮滿實用林業便覽)의 기주목록에서의 기록을 제외하면 현재까지 나타나지 않는다. 셋째로, 비교적 최근 노균병이 나타났다는 기록이 있으며, 넷째로, 뒷면흰가루병이 발생함을 최근의 연구 결과를 통해 밝혀졌다.

### 다른 생물과의 관계

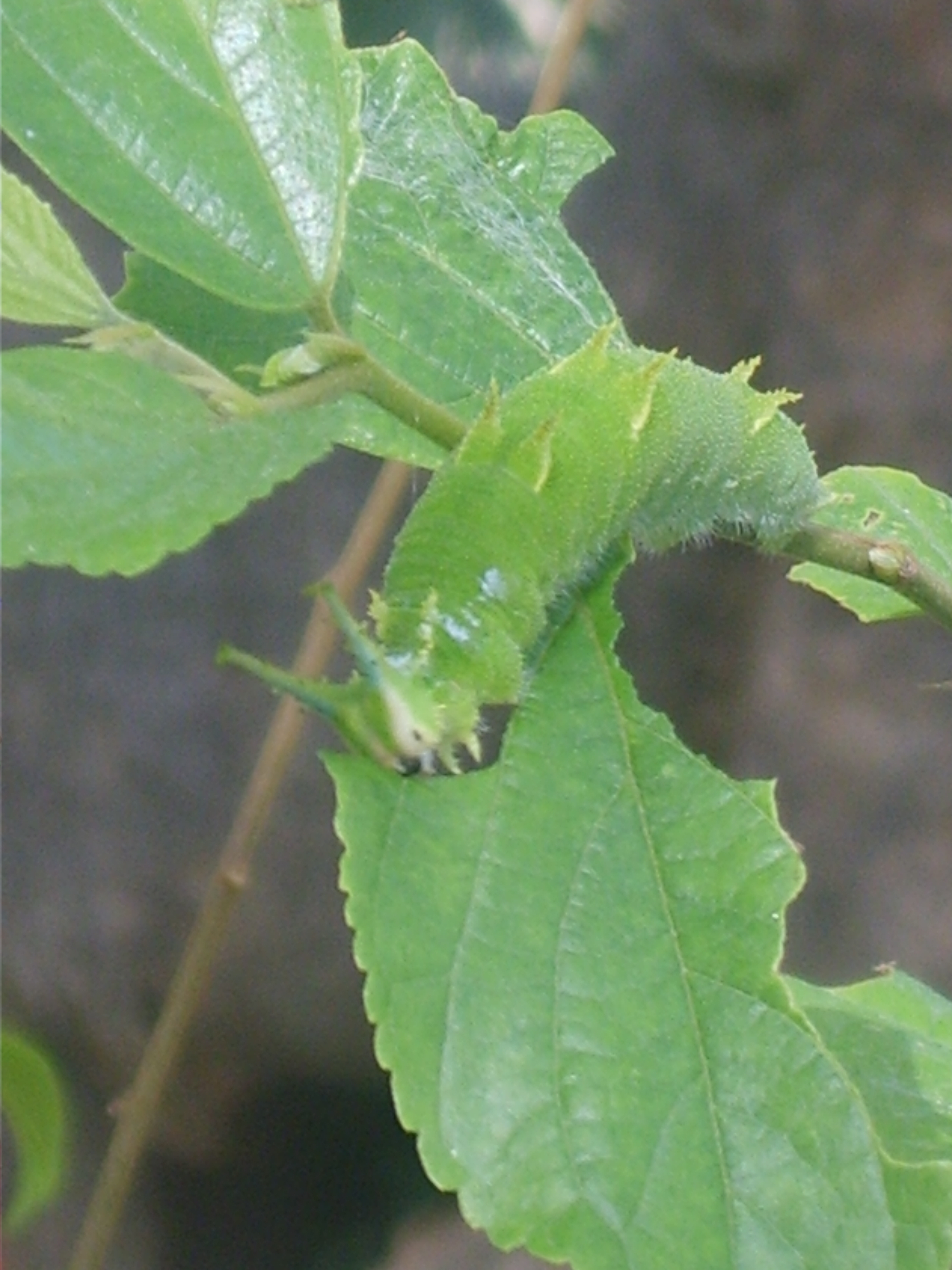
팽나무 잎을 먹고있는 왕오색나비 애벌레

팽나무를 먹이로 좋아하는 나비가 많다. 홍점알락나비, 수노랑나비, 흑백알락나비, 왕오색나비, 뿔나비 등의 애벌레가 팽나무의 잎을 먹고 자라며, 여름이 되면 성충이 되어 짝짓기를 마치면 8월 중순 무렵 팽나무와 풍게나무에 산란한다. 뿔나비를 제외하곤 모두 애벌레로 팽나무 밑둥 부근의 낙엽 아래에서 동면을 한다. 특이하게도 여러 종류의 낙엽 중 먹이인 팽나무나 풍게나무 잎 아래에서만 겨울잠을 자는데, 그 이유는 아직 밝혀지지 않았다. 팽이버섯은 팽나무 고목에서 자란다. 팽나무알락진딧물, 큰팽나무이 등이 팽나무에 기생하며 해를 끼친다. 이밖에, 기생 식물로는 겨우살이가 있다. 나뭇잎이 다 떨어진 겨울에야 관찰이 되며, 키 큰 나뭇가지의 끝에 기생하여 얼핏 보면 새둥지처럼 보인다.

## 품종
- 섬팽나무(C. sinensis for. magnifica Nakai) : 잎이 거꾸로 된 달걀 모양이거나 긴 타원 모양이다.[2]
- 자주팽나무(C. sinensis for. purascens Nakai) : 어린 잎이 자줏빛을 띤다.[28]
- 둥근잎팽나무(C. sinensis for. rotundata Nakai) : 잎이 둥글고 끝이 갑자기 뾰족해진다.[13]

이밖에, 팽나무와 유사한 종으로는 푸조나무와 풍게나무가 있다. 푸조나무는 잎이 거칠고 나무 껍질이 잘 벗겨지며, 팽나무와 달리 검고 자줏빛이 도는 열매가 열린다. 그리고 풍게나무는 팽나무에 비해 잎이 작고 얇으며, 잔톱니는 팽나무와 달리 잎몸의 시작부부터 난다.

## 쓰임새
팽나무는 성장속도가 빠르고 공기 정화 기능이 우수해 오랫동안 경관수, 방풍림, 줄나무, 가로수, 정원수 등으로 쓰여져 왔다. 나물이나 약으로 먹기도 하며, 목재로도 요긴하게 쓰인다.

### 식용
봄에 새순이 돋으면 따서 나물로 먹는다. 열매는 살이 많지는 않아도 맛이 달아 따 먹거나 기름을 짠다. 잔가지를 약재로 쓰는데, 피를 잘 돌게 하고 요통이나 관절염, 습진과 종기를 다스린다. 달여 먹거나 소주에 담가 묵혀 먹는다. 한방에서 잔가지와 나무껍질의 생약명은 박유지(朴楡枝) 또는 박수피(朴樹皮)이고 잎의 생약명은 박수엽(朴樹葉)이다. 스카톨, 인돌 등을 함유하고 있어서 진통, 종기 치료에 효능이 있다. 나무 껍질과 잎은 한의학에서 월경 조절, 폐농양 치료에 사용하기도 한다. 잎에서 나오는 즙은 부기를 빼는데 효과가 있다. 사찰에서는 팽나무의 잎을 단풍나무의 잎과 함께 감로차를 우려내는 주요 재료로 사용하였다.

### 목재
목재는 비중이 낮아 가볍고, 수축 및 팽창률이 적기 때문에 단단하고 잘 갈라지지 않아서 기구와 가구, 악기를 만들거나 집을 짓는 데 쓰며, 느티나무의 대체품으로 쓰기도 한다. 도장 혹은 염색을 하면 느티나무 목재와 무늬가 거의 비슷하기 때문인데, 건조 때 발생하는 변색 문제를 해결해야만 대체 가능하다. 팽나무를 통째로 파서 만든, ‘마상이’ 또는 ‘마상’이라 불리는 통나무 나룻배의 재료로도 활용하였고, 논에 물을 퍼 넣을 때 사용하였던 용두레도 팽나무로 만들었다. 나무 껍질은 섬유재로 사용하기도 한다.

## 여러 문화권 속의 팽나무
한국에서 5리마다 이정표로 오리나무를 심었던 것처럼, 일본에서는 1리마다 이정표로 팽나무를 심었다고 한다. 중국에서는 회화나무를 이정목으로 심었는데, 일본에서는 회화나무가 나지 않아서 소나무로 대신했다가 개미 때문에 소나무가 많이 죽어 이정표로서의 기능을 상실하자 다른 나무를 심으라고 명하였는데, 이를 일본어에서 팽나무를 뜻하는〈에노키〉(エノキ)로 잘못 알아들어 팽나무를 심게 되었다는 고사가 전해진다. 한국에서도 한때 길가에 줄나무로 팽나무를 심었다.

### 한국 문화 속 팽나무
1989년 대한민국 산림청에서 발행한 보호수지에 등재된 노거수가 9156그루였다. 그중에 느티나무가 5048그루로 가장 많았으며, 팽나무는 두 번째로 많은 1052그루였다. 수령이 500년에서 1000년을 헤아리는 것도 많다. 이러한 노거수는 전라남북도와 경상남북도에 주로 있다.
예전에 어린 아이들이 팽나무의 덜 익어 푸른 열매를 대나무로 만든 딱총의 총알로 썼다. 한편, 옛 사람들은 마을의 큰 팽나무를 동신목(洞神木)으로 여겨 숭배하기도 했다. 또한 한국의 선조들이 신목으로 여기는 3대 당산나무 중 하나였으며, 한국의 남쪽 지방에서는 정자나무인 동시에 당산나무로 알려져 경상도 지방의 마을 어귀나 성황당 부근에서 많이 볼 수 있다. 그리고 선비들이 팽나무의 강인함 때문에 자신의 정원에 키 큰 나무로 많이 심었다. 경주 오류리 등나무는 팽나무 한 그루에 네 그루의 등나무가 서로 뒤엉켜 올라가 있다. 이 나무들에 얽힌 전설로 인해 이 팽나무에 감긴 등나무의 꽃을 말려 신혼금침에 넣어주면 부부 금실이 좋아진다는 속설이 있다.
느티나무, 팽나무, 은행나무를 3대 정자나무라고 말한다.

#### 대한민국의 천연기념물
대한민국에서는 아래의 팽나무와 팽나무 숲을 천연기념물로 지정하여 국가 차원에서 보호한다.
- 〈무안 청천리 팽나무와 개서어나무 숲〉(천연기념물 제82호)
- 〈함평 향교리 느티나무·팽나무·개서어나무 숲〉(천연기념물 제108호)
- 〈제주 성읍리 느티나무 및 팽나무 군〉(천연기념물 제161호)
- 〈부산 구포동 당숲〉(천연기념물 제309호)
- 〈예천 금남리 황목근(팽나무)〉(천연기념물 제400호)
- 〈보성 전일리 팽나무 숲〉(천연기념물 제480호)
- 〈고창 수동리 팽나무〉(천연기념물 제494호)

이밖에, 각 광역자치단체에서도 시도기념물로 지정하여 보호한다.
- 제주특별자치도
  - 〈금덕 무환자나무 및 팽나무 군락〉(기념물 제6호)
  - 〈명월 팽나무 군락〉(기념물 제19호)
- 전라북도
  - 〈망해사의 팽나무〉(기념물 제114호)
- 충청남도
  - 〈금산 양지리 팽나무 연리목〉(기념물 제167호)

#### 조선민주주의인민공화국의 천연기념물
- 〈리원 팽나무〉 (천연기념물 제292호)

### 일본 문화 속 팽나무
일본에서도 여러 팽나무가 천연기념물로서 보존되고 있으며, 히로시마현 히로시마시 나카구 헤이와도오리(平和大通) 시라카미샤(白神社) 부근에는 원폭 피폭 수목으로서 남아있는 팽나무가 있다.

#### 일본의 천연기념물
- 〈미야하치만신사의 큰 팽나무〉(宮野八幡神社の大エノキ) - 히로시마 현 히로시마 시 아사키타구 미야하치만신사에 위치.[5][36]
- 〈신조 궁의 사총[주해 3]〉(新庄の宮の社叢) - 히로시마 현 히로시마 시 니시구 대궁(大宮)에 위치.[37]
- 〈구마노 신사의 팽나무〉(熊野神社のエノキ) - 나가노현 스자카시 구마노 신사에 위치.[38]
- 〈아카바네 대사의 팽나무〉(赤羽根大師のエノキ) - 도쿠시마현 미마군 쓰루기정에 위치.[39][40]
- 〈미즈타니 신사의 팽나무〉(水谷神社のエノキ) - 미야자키현 휴가시 도고 정 미즈타니 신사에 위치.[41]
- 〈안라쿠지의 팽나무〉(安楽寺のエノキ) - 효고현 도요오카시 조난 정 안라쿠지에 위치.[42]
- 〈하라다의 팽나무〉(原田のエノキ) - 히로시마 현 아키타카타시 다카미야 정 하라다에 위치.[43]
- 〈히가시우치의 시다레 팽나무〉(東内のシダレエノキ) - 나가노현 우에다시에 위치.[44]
- 〈신멘 산골짜기의 팽나무〉(新免郷谷のエノキ) - 히로시마 현 쇼바라시 신멘에 위치.[45]
- 〈이정표 팽나무〉(一里塚のエノキ) - 도쿄도 다마 지역 오메시에 위치.[46]
- 〈다이센 시 팽나무〉(大仙市のエノキ) - 아키타현 다이센시 시청 니시센보쿠 청사(西仙北庁舎)에 위치.[47]
- 〈시키미의 팽나무〉(式見のエノキ) - 나가사키현 나가사키시 시키미에 위치.[48]
- 〈고세이다이후 신사의 팽나무〉(高井大富神社のエノキ) - 나가노현 나카노시 고세이다이후 신사에 위치.[49]
- 〈세이메이의 팽나무〉(晴明井のエノキ) - 후쿠오카현 다자이후시에 위치.[50]
- 〈다카야나기 온천 신사의 팽나무〉(高柳の温泉神社のエノキ) - 나스시오바라시 니시나스노 지구(西那須野地区)에 위치.[51]
- 〈하치만다이 큰 팽나무〉(八幡台大エノキ) - 이바라키현 지쿠세이시에 위치.[52]
- 〈가와구치 가의 큰 팽나무〉(川口家の大エノキ) - 사이타마현 이루마시에 위치.[53]
- 〈후로가와라의 팽나무〉(風呂ケ原のエノキ) - 야마구치현 슈난시 스마후로가와라(須万風呂ケ)에 위치.[54]
- 〈다케노부이나리 신사의 팽나무〉(武信稲荷神社のエノキ) - 교토부 교토시 나카교구 다케노부이나리 신사에 위치.[55]
- 〈야에다 신사 경내의 느티나무와 팽나무군〉(八枝神社の境内ケヤキ・エノキ群) - 사이타마현 아게오시 야에다 신사에 위치.[56]
- 〈교쿠조인의 팽나무와 은행나무〉(玉蔵院のエノキ・イチョウ) - 가나가와현 미우라군 하야마정에 위치.[57]
- 〈센바가와료간의 팽나무〉(船場川両岸のエノキ) - 구마모토현 우토시 이시코지 정(石小路町)에 위치.[58]
- 〈이나가의 팽나무〉(井永のエノキ) - 히로시마 현 후추시 조게 정(上下町)에 위치.[59]
- 〈아타고 신사의 팽나무〉(愛宕神社のエノキ) - 효고 현 미카타카미 정(美方郡香美町) 아타고 신사에 위치.[60]

덧붙여, 히로시마 현 오노미치시의 천연기념물로 지정된 팽나무가 있었으나, 수목의(樹木醫)가 관찰 도중 이 나무가 팽나무가 아닌 느티나무임을 알아내어 보고하였고, 문화재 보호위원회는 이 사실을 확인하여 이 팽나무를 천년기념물에서 사적으로 승격 시킨 일화가 있다.

## 같이 보기
- 느티나무
- 풍게나무
- 꽝꽝나무

### 내용주
1. ↑  마을의 공동 제사인 동신제를 올리는 동신(洞神)으로 여기는 나무
2. ↑  전설에 따르면 신라 말기 큰 전쟁이 일어나 한 화랑이 전쟁에 참여하였는데, 이 화랑이 전사하였다는 소식을 듣고 그를 사모한 홍화와 청화라는 두 자매가 서로 부둥켜 안고 연못에 몸을 던졌다. 그런데 죽은 줄만 알았던 화랑이 전장에 나가 이기고 돌아와 두 여인이 몸을 던졌다는 소식을 접하고 괴로워 하다가 결국 그도 몸을 던졌고, 이후 그 연못에서 팽나무가 자라났다는 전설이 있다.
3. ↑  일본어: 社叢, 신사의 신전이나 신사 경내를 둘러싸도록 밀집해 자라고 있는 나무. 임의로 심은게 아닌 자생해서 자라는 경우가 많다.

### 참조주
1. ↑  국립생물자원관. “팽나무”. 《한반도의 생물다양성》. 대한민국 환경부.
2. 1 2 3 4  김용식·송근준·안영희·오구균·이경재·이유미 (2000년 1월 20일). 《조경수목 핸드북》. 서울: 광일문화사. 121쪽쪽. ISBN 9788985243254.
3. 1 2 3  박상진 (2001년 9월 20일). 《궁궐의 우리 나무》. 서울: 눌와. 110~112쪽쪽. ISBN 9788995085264.
4. ↑  일본국립국회도서관. “エノキ 形態”. 2013년 10월 8일에 확인함.
5. 1 2 3 4 5 6  일본국립국회도서관. “エノキ”. 2013년 10월 8일에 확인함.
6. 1 2 3 4 5 6  박영하 (2004년 3월 24일). 《우리나라 나무 이야기》. 이비컴. 20쪽. ISBN 8989484820.
7. 1 2 3 4 5 6 7  이유미 (1995년 2월 28일). 《우리 나무 백 가지》. 서울: 현암사. 383쪽쪽. ISBN 8932308306.
8. 1 2  이창복 (1989년). “검팽나무와 노란팽나무”. 《자생식물》 16: 86.
9. 1 2 3  일본국립국회도서관. “エノキ”. 2013년 10월 8일에 확인함.
10. ↑  Germplasm Resources Information Network. “Celtis sinensis Pers.” (영어). United States Department of Agriculture. 2009년 5월 8일에 원본 문서에서 보존된 문서. 2012년 1월 9일에 확인함.
11. ↑  윤주복 (2004년 3월 20일). 《나무 쉽게 찾기》. 서울: 진선출판사. 383쪽. ISBN 8972214140.
12. ↑  일본국립국회도서관. “エノキ 樹皮”. 2013년 10월 8일에 확인함.
13. 1 2 3  이창복 (2006년 4월 1일). 《대한식물도감》. 향문사. 283쪽. ISBN 9788971871959.
14. ↑  임업연구원 중부임업시험장 (2004년 3월 20일). 《겨울철 낙엽수의 식별 소지도감》. 174쪽.
15. ↑  일본국립국회도서관. “エノキ 葉”. 2013년 10월 8일에 확인함.
16. ↑  전의식·오병훈·송홍선 (2008년 6월 25일). 《서울나무도감》. 풀꽃나무. 72쪽.
17. 1 2  국가생물종정보시스템. “식물도감-팽나무”. 2012년 12월 17일에 확인함.[깨진 링크(과거 내용 찾기)]
18. ↑  일본국립국회도서관. “エノキ 花”. 2013년 10월 8일에 확인함.
19. ↑  일본국립국회도서관. “エノキ 果実”. 2013년 10월 8일에 확인함.
20. 1 2 3 4  박영하. 《우리나라 나무 이야기》. 이비컴, 21쪽.
21. ↑  이승규 외 4인 (2011). “팽나무 뒷면흰가루병을 일으키는 병원균 Pleochaeta shiraiana의 존재 확인” (PDF) 식물병연구(Research in Plant Disease) Vol.17 No.3판. 한국식물병리학회: 391-395(5쪽). 2013년 10월 8일에 확인함.
22. ↑  이재광·송준 (2009년 1월 5일). 《함평 나비혁명》. 페이퍼로드. 72쪽. ISBN 9788992920230.
23. 1 2  허필욱 (2007년 9월 6일). “[강원의 자연생태]마음이 넓은 팽나무와 나비들”. 강원일보. 2012년 12월 17일에 확인함.
24. ↑  김진 (2012년 2월 20일). “[신기한 곤충이야기]13. 흑백알락나비 이야기”. 포항공대 생물학연구정보센터. 2012년 12월 17일에 확인함.
25. ↑  국가생물종정보시스템. “곤충도감-팽나무알락진딧물”. 2013년 10월 5일에 원본 문서에서 보존된 문서. 2012년 12월 17일에 확인함.
26. ↑  국가생물종정보시스템. “곤충도감-큰팽나무이”. 2013년 10월 5일에 원본 문서에서 보존된 문서. 2012년 12월 17일에 확인함.
27. ↑  “[우리나무 바로알기] 겨우살이”. 경향신문. 2005년 1월 3일. 2013년 10월 8일에 확인함.
28. ↑  국가생물종정보시스템. “식물도감-자주팽나무”. 2013년 10월 29일에 원본 문서에서 보존된 문서. 2012년 12월 17일에 확인함.
29. ↑  박광우 (1998년). “반응표면분석법을 이용한 팽나무(Celtis sinensis Persoon)의 최적 변색제거조건 결정”. 《한국인간ㆍ식물ㆍ환경학회지》. Vol.1 No.2: 74-84(11쪽).
30. 1 2  김성환·나종범 (2010년). “반응표면분석법을 이용한 팽나무(Celtis sinensis Persoon)의 최적 변색제거조건 결정”. 《목재공학》 38: 192.
31. ↑  임경빈 (2001년 4월 15일). 《나무도감》. 서울: 도서출판 보리. 278쪽. ISBN 9788984280601.
32. ↑  이선아 (2011년 10월 8일). “팽나무”. 라펜트. 2012년 1월 11일에 확인함.[깨진 링크(과거 내용 찾기)]
33. 1 2 3 4 5  최영전 (1997년 2월 15일). 《한국민속식물》. 아카데미서적. 325쪽. ISBN 8976160770.
34. ↑  송홍선 (1996년 11월 26일). 《한국의 나무문화》. 문예산책. 89쪽. ISBN 9788986387254.
35. ↑  박영하. 《우리나라 나무 이야기》. 이비컴, 176쪽.
36. ↑  ヒロシマナビゲーター. “国宝・文化財”. 2015년 1월 4일에 원본 문서에서 보존된 문서. 2013년 10월 8일에 확인함.
37. ↑  ホットライン教育ひろしま. “広島県の文化財”. 2013년 10월 8일에 확인함.
38. ↑  いきいきすざか. “熊野神社のエノキ（樹木）”. 2013년 10월 8일에 확인함.
39. ↑  つるぎ町Webサイト. “つるぎ町の文化財”. 2012년 10월 14일에 원본 문서에서 보존된 문서. 2013년 10월 8일에 확인함.
40. ↑  巨樹と花のページ. “赤羽根大師のエノキ”. 2013년 10월 8일에 확인함.
41. ↑  日向市文化財. “天然記念物 エノキ”. 2013년 10월 8일에 확인함.
42. ↑  人里の巨木たち. “安楽寺のエノキ”. 2013년 10월 8일에 확인함.
43. ↑  ひろしま文化大百科. “原田のエノキ”. 2013년 10월 8일에 확인함.
44. ↑  国指定文化財等. “史跡名勝天然記念物”. 2012년 9월 15일에 원본 문서에서 보존된 문서. 2013년 10월 8일에 확인함.
45. ↑  広島県庄原市ホームページ. “新免郷谷のエノキ”. 2015년 6월 10일에 원본 문서에서 보존된 문서. 2013년 10월 8일에 확인함.
46. ↑  OMEnavi. “一里塚のエノキ”. 2013년 10월 8일에 확인함.
47. ↑  大仙市. “市指定天然記念物 エノキ” (PDF). 2013년 10월 8일에 확인함.[깨진 링크(과거 내용 찾기)]
48. ↑  ながさき旅ネット. “式見のエノキ”. 2013년 10월 8일에 확인함.
49. ↑  中野市. “中野市指定文化財”. 2013년 10월 8일에 확인함.[깨진 링크(과거 내용 찾기)]
50. ↑  九州国立博物館. “ちくし再発見〜わがまちの宝〜”. 2013년 10월 8일에 확인함.
51. ↑  那須塩原市. “高柳の温泉神社のエノキ”. 2014년 4월 13일에 원본 문서에서 보존된 문서. 2013년 10월 8일에 확인함.
52. ↑  筑西市. “八幡台大榎”. 2013년 10월 13일에 원본 문서에서 보존된 문서. 2013년 10월 8일에 확인함.
53. ↑  入間市. “川口家の大エノキ”. 2013년 5월 1일에 원본 문서에서 보존된 문서. 2013년 10월 8일에 확인함.
54. ↑  周南市. “風呂ケ原のエノキ”. 2015년 6월 10일에 원본 문서에서 보존된 문서. 2013년 10월 8일에 확인함.
55. ↑  武信稲荷神社. “坂本竜馬と武信稲荷神社の榎”. 2013년 10월 8일에 확인함.
56. ↑  上尾市文化財紹介. “八枝神社の境内ケヤキ・エノキ群”. 2013년 10월 8일에 확인함.
57. ↑  葉山の文化財. “玉蔵院のエノキ・イチョウ”. 2015년 6월 10일에 원본 문서에서 보존된 문서. 2013년 10월 8일에 확인함.
58. ↑  宇土市デジタルミュージアム. “船場川両岸の榎”. 2015년 9월 23일에 원본 문서에서 보존된 문서. 2013년 10월 8일에 확인함.
59. ↑  府中市. “府中市の指定文化財－井永のエノキ”. 2015년 6월 10일에 원본 문서에서 보존된 문서. 2013년 10월 8일에 확인함.
60. ↑  鷹見会計事務所. “愛宕神社のエノキ”. 2015년 6월 10일에 원본 문서에서 보존된 문서. 2013년 10월 8일에 확인함.
61. ↑  “市天然記念物の「エノキ」実はムクノキ　正体判明、史跡に変更へ”. 中国新聞. 2012년 6월 6일. 2013년 10월 8일에 확인함.[깨진 링크(과거 내용 찾기)]

## 참고 문헌
단행본
- 김용식·송근준·안영희·오구균·이경재·이유미 (2000년 1월 20일). 《조경수목 핸드북》. 서울: 광일문화사. ISBN 9788985243254.
- 박상진 (2001년 9월 20일). 《궁궐의 우리 나무》. 서울: 눌와. ISBN 9788995085264.
- 이유미 (1995년 2월 28일). 《우리 나무 백 가지》. 서울: 현암사. ISBN 8932308306.
- 윤주복 (2004년 3월 20일). 《나무 쉽게 찾기》. 서울: 진선출판사. ISBN 8972214140.
- 이창복 (2006년 4월 1일). 《대한식물도감》. 향문사. ISBN 9788971871959.
- 임업연구원 중부임업시험장 (2004년 3월 20일). 《겨울철 낙엽수의 식별 소지도감》.
- 전의식·오병훈·송홍선 (2008년 6월 25일). 《서울나무도감》. 풀꽃나무.
- 이재광·송준 (2009년 1월 5일). 《함평 나비혁명》. 페이퍼로드. ISBN 9788992920230.
- 임경빈 (2001년 4월 15일). 《나무도감》. 서울: 도서출판 보리. ISBN 9788984280601.
- 송홍선 (1996년 11월 26일). 《한국의 나무문화》. 문예산책. ISBN 9788986387254.